# رمص

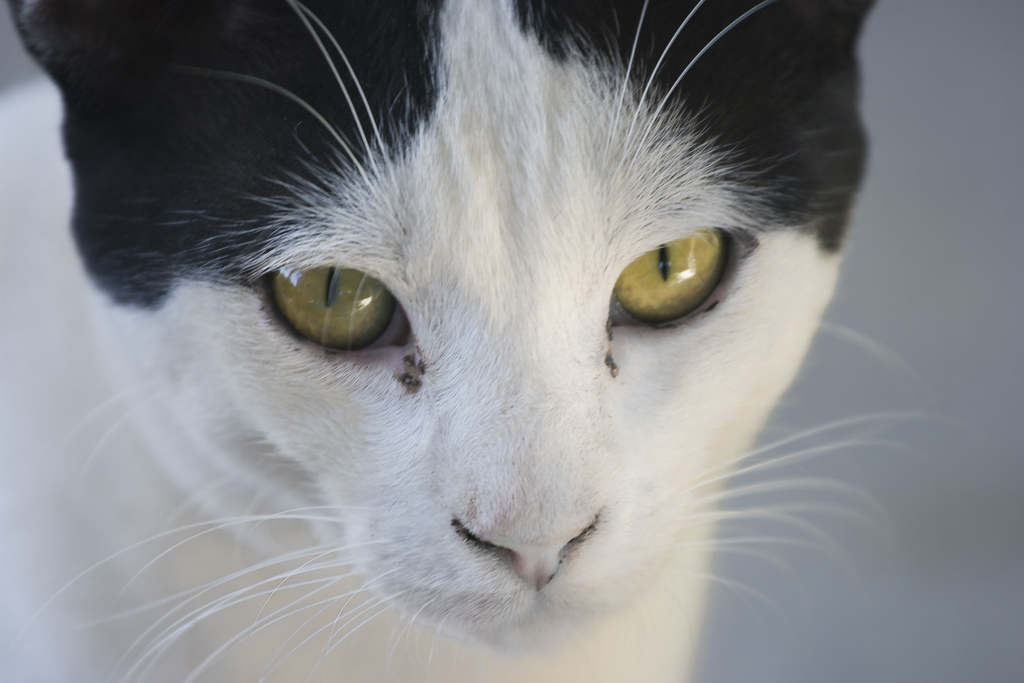
رَمَص في عين قطة

الرَّمَص أو عُماص أو غَمَص (بالإنجليزية: Rheum)‏ هوَ مُخاط رقيق يُفرز من العين، أو الأنف، أو الفم خلال النوم، ويجُف ويجمُد الرَمَص كقشرة في زوايا العين أو الفم، أو على الجفون، أو تحت الأنف. يتكون الرَمَص من مزيجٍ من المخاط (في حالة العين يتكون من موسين يُفرز من القرنية أو الملتحمة)، ومخاط الأنف، وخلايا الدم، وخلايا جلدية أو غبار. يرتبط الرَمَص عادةً بالعين.
عندما يكون الشخص مستيقظًا، يؤدي غَمز الجفون إلى إزاحة الرَمَص مع الدموع عبر القناة الأنفية الدمعية، ومع ذلك، فإنَّ غياب هذا الفعل أثناء النوم يؤدي إلى وجود كمية صغيرة من الرَمَص الجاف والذي يتجمع في زاويا العين، ويلاحظ كثيرًا في الأطفال.[بحاجة لمصدر]
تؤدي بعض الحالات إلى زيادة إفراز الرَمَص من العين. في حالة التهاب الملتحمة التحسسي قد يكون تراكم الرَمَص كبيرًا، في كثيرٍ من الأحيان قد يُمنع المصاب من فتح العين عند الاستيقاظ، ويجب أن يُنظف ويظهر منطقة العين أولًا. وجود قيح يؤدي لزيادة تراكم الرَمَص الكثيف، ويشير إلى جفاف العين أو التهاب الملتحمة، بالإضافة إلى أمراضٍ أُخرى.[بحاجة لمصدر]
في الرُضع، قنوات الدمع (التي تُصرف الدموع) قد تبقى مغلقة أحيانًا، مما يؤدي إلى زيادة تدفق الدموع على الخدود (دماع) وترسب الرَمَص على الجلد المحيط.[بحاجة لمصدر]

## وصلات خارجية
- إفرازات العين